# Albert Pobor
Albert Pobor (Novi Grad, 29 mei 1956 - Zagreb, 3 maart 2022) was een Kroatisch voetbaltrainer.

## Carrière
Hij heeft als hoofdtrainer bij diverse clubs gewerkt zoals Cerezo Osaka NK Hrvatski Dragovoljac Zagreb, HNK Segesta Sisak en NK Brežice 1919. 